# Rio Itapará
Rio Itapará är ett vattendrag i Brasilien.   Det ligger i delstaten Roraima, i den nordvästra delen av landet, 2 300 km nordväst om huvudstaden Brasília.
I omgivningarna runt Rio Itapará växer i huvudsak städsegrön lövskog. Trakten runt Rio Itapará är nära nog obefolkad, med mindre än två invånare per kvadratkilometer.